# 6641 Bobross
6641 Bobross eller 1990 OK2 är en asteroid i huvudbältet som upptäcktes den 29 juli 1990 av den amerikanske astronomen Henry E. Holt vid Palomarobservatoriet. Den är uppkallad efter Robert Ross.
Asteroiden har en diameter på ungefär 6 kilometer.